# 제1차 바티칸 공의회
제1차 바티칸 공의회는 1869년부터 1870년까지 교황 비오 9세가 주관한 크리스트교의 공의회이다. 당시 급변하는 내외 정세에 대한 로마 가톨릭교회의 입장 표명이 그 목적이다.

## 결정사항
- 교황의 신앙적,도덕적,교리적 가르침은 무류(오류가 없다는)하다는 교황무류성 교리 반포. 교황의 무류성은 다른 분야(정치, 경제, 과학, 역사)에는 적용 받지 않으며, 교황이 개인적으로 반포한 교리는 무류성이 인정되지 않고, 교황 베드로좌에서 선포한 것만 무류성을 가진다.
- 이때 반포된 문헌은 '영원한 목자'와 '하느님의 아들'이다.

## 같이 보기
- 제2차 바티칸 공의회